# 约斯·兰辛克
约斯·兰辛克（荷蘭語：Jos Lansink，1961年3月19日—），荷兰和比利时男子马术运动员。他曾代表荷兰、比利时参加1988年、1992年、1996年、2000年、2004年、2008年和2012年夏季奥林匹克运动会马术比赛，获得一枚金牌。